# An End Has a Start
Albums de Editors
The Back Room
(2005) In This Light and on This Evening
(2009)
Singles
1. Smokers Outside the Hospital Doors
Sortie : 18 juin 2007
2. An End Has a Start
Sortie : 3 septembre 2007
3. The Racing rats
Sortie : 26 novembre 2007
4. Push Your Head Towards the Air
Sortie : 3 mars 2008
5. Bones
Sortie : 2 juin 2008

An End Has a Start est le 2e album du groupe britannique de rock Editors, publié le 25 juin 2007 par Kitchenware Records. Il s'est classé en tête du classement de ventes d'albums au Royaume-Uni.

## Liste des chansons
Toutes les chansons sont écrites et composées par Editors.
| No  | Titre                              | Durée |
| --- | ---------------------------------- | ----- |
| 1.  | Smokers Outside the Hospital Doors | 4:57  |
| 2.  | An End Has a Start                 | 3:45  |
| 3.  | The Weight of the World            | 4:18  |
| 4.  | Bones                              | 4:06  |
| 5.  | When Anger Shows                   | 5:45  |
| 6.  | The Racing Rats                    | 4:17  |
| 7.  | Push Your Head Towards the Air     | 5:44  |
| 8.  | Escape the Nest                    | 4:43  |
| 9.  | Spiders                            | 4:00  |
| 10. | Well Worn Hand                     | 2:54  |

## Classements et certifications
| Classement musical                           | Meilleure position |
| -------------------------------------------- | ------------------ |
| Allemagne (Media Control AG)                 | 24                 |
| Australie (ARIA)                             | 37                 |
| Belgique (Flandre Ultratop)                  | 5                  |
| Belgique (Wallonie Ultratop)                 | 45                 |
| États-Unis (Billboard 200)                   | 117                |
| Finlande (Suomen virallinen lista)           | 24                 |
| France (SNEP)                                | 56                 |
| Irlande (Irish Recorded Music Association)   | 7                  |
| Italie (FIMI)                                | 47                 |
| Nouvelle-Zélande (RIANZ)                     | 37                 |
| Pays-Bas (Mega Album Top 100)                | 2                  |
| Portugal (Associação Fonográfica Portuguesa) | 21                 |
| Royaume-Uni (UK Albums Chart)                | 1                  |
| Suisse (Schweizer Hitparade)                 | 31                 |

| Pays        | Ventes    | Certifications |
| ----------- | --------- | -------------- |
| Belgique    | 15 000 +  | Or             |
| Irlande     | 7 500 +   | Or             |
| Royaume-Uni | 300 000 + | Platine        |

## Accueil critique
L'album a recueilli des critiques plutôt favorables, obtenant la note de 65/100, sur la base de 24 critiques, sur le site Metacritic.
Dom Gourlay, de Drowned in Sound, lui donne la note de 8/10. Le site Sputnikmusic lui donne 4 étoiles sur 5. Le webzine albumrock lui donne 4 étoiles sur 5. Margaret Reges, d'AllMusic, lui donne 3,5 étoiles sur 5. Josh Modell, de The A.V. Club, lui donne la note de B+.
Mark Beaumont, du New Musical Express, lui donne la note de 6/10. Le webzine Forces parallèles lui donne 3 étoiles sur 5. Dan Raper, de PopMatters, lui donne la note de 5/10. Adam Moerder, de Pitchfork, lui donne la note de 4,9/10.